# Pseudoplesiops
Pseudoplesiops là một chi trong họ Cá đạm bì, được phân bố ở phía nam Thái Bình Dương và ở Ấn Độ Dương (đến quần đảo Maldives).

## Các loài
Có 9 loài được ghi nhận trong chi:
- Pseudoplesiops annae Weber, 1913
- Pseudoplesiops collare A.C. Gill, Randall & Edwards, 1991
- Pseudoplesiops howensis Allen, 1987
- Pseudoplesiops immaculatus A.C. Gill & Edwards, 2002
- Pseudoplesiops occidentalis A.C. Gill & Edwards, 2002
- Pseudoplesiops revellei Schultz, 1953
- Pseudoplesiops rosae Schultz, 1943
- Pseudoplesiops typus Bleeker, 1858
- Pseudoplesiops wassi A.C. Gill & Edwards, 2003